# Agano (lớp tàu tuần dương)
Lớp tàu tuần dương Agano (tiếng Nhật: 阿賀野型軽巡洋艦, Agano-gata keijunyōkan) là những tàu tuần dương hạng nhẹ của Hải quân Đế quốc Nhật Bản. Chúng tham gia nhiều hoạt động trong Chiến tranh Thế giới thứ hai.
Lớp Agano được tiếp nối bởi lớp Ōyodo lớn hơn, vốn chỉ có một chiếc được hoàn tất.

## Bối cảnh
Hải quân Đế quốc Nhật Bản đã tiêu chuẩn hóa những tàu tuần dương hạng nhẹ có trọng lượng rẽ nước 5.500 tấn hoạt động như là soái hạm của các hải đội tàu khu trục và tàu ngầm, và nhiều tàu được chế tạo không lâu sau khi Chiến tranh Thế giới thứ nhất kết thúc đã phục vụ trong vai trò này. Lớp Agano được hình thành trong những năm 1930 nhằm thay thế cho những lớp Tenryū, Kuma và Nagara đã già cũ. Lớn hơn những chiếc tàu tuần dương hạng nhẹ trước đó, lớp Agano nhanh nhưng ít được bảo vệ và trang bị hỏa lực yếu so với kích cỡ của nó.
Nguyên thủy chúng được dự định trang bị tám khẩu 155 mm (6,1 inch) trên bốn tháp pháo đôi; nhưng tháp pháo "X" được loại bỏ nhằm trang bị ngư lôi cỡ lớn hơn và cũng nhằm cắt giảm chi phí.

## Thiết kế
Các đặc tính thiết kế ban đầu của lớp Agano dự tính một trọng lượng rẽ nước biểu kiến 5.000 tấn trang bị sáu khẩu pháo 155 mm (6,1 inch) và 203 mm (8 inch) mục đích kép. Lớp vỏ giáp được thiết kế để bảo vệ chống lại đạn pháo 152 mm (6 inch), và các bộ phận trọng yếu được tăng cường thêm. Lớp Agano độc đáo so với các tàu tuần dương Nhật khác khi dàn pháo chính có thể nâng lên tới góc 55 độ, tuy rằng vẫn chưa đủ để tạo thành một vũ khí phòng không hiệu quả.
Động cơ của chúng bao gồm turbine hộp số bốn trục với sáu nồi hơi, tạo ra công suất 100.000 mã lực (75 MW) để đạt được tốc độ tối đa 65 km/h (35 knot). Giống như tàu tuần dương Yubari, lớp Agano có một ống khói gộp lớn duy nhất.
Khi hoàn tất, dàn pháo chính của nó có cùng kiểu pháo 152 mm (6 inch) như được trang bị trên lớp tàu chiến-tuần dương Kongō. Kiểu pháo này có thể bắn đầu đạn nặng 45 kg (100 lb) đi xa 21 km (22.970 yard). Dàn pháo hạng hai bao gồm bốn khẩu 80 mm, thực ra có cỡ nòng 76,2 mm (3 inch) bố trí trên hai tháp súng nòng đôi, có thể bắn đầu đạn 6 kg (13,2 lb) và là một cỡ đạn pháo độc đáo riêng của Hải quân Nhật. Chúng còn được trang bị 32 pháo phòng không 25 mm Kiểu 96. Ống phóng ngư lôi được bố trí trên trục dọc con tàu như vẫn thường thất trên các tàu khu trục, và có một hệ thống nạp đạn nhanh với tám ngư lôi dự trữ. Thiết kế còn có một máy phóng máy bay phía trước cột ăn-ten chính và chỗ chứa cho hai thủy phi cơ, cùng các thiết bị thả mìn sâu.
Trong các đợt nâng cấp sau đó, số lượng súng phòng không 25 mm được tăng lên 46 vào năm 1944, rồi nâng lên 52, và cuối cùng là 61 vào tháng 7 năm 1944 trên những tàu còn sống sót.

## Lịch sử hoạt động
Bốn tàu chiến trong lớp Agano được cấp ngân quỹ trong Chương trình Bổ sung Hải quân 1939, ba chiếc được chế tạo tại Xưởng hải quân Sasebo và một chiếc tại Xưởng hải quân Yokosuka.
Agano (阿賀野) hoàn tất vào ngày 31 tháng 10 năm 1942, và đã tham gia các trận Guadalcanal và quần đảo Solomon trong năm 1943. Agano bị hư hại nặng tại cảng Rabaul bởi máy bay từ tàu sân bay Saratoga và Princeton, rồi sau đó trong một cuộc tấn công bởi máy bay của Lực lượng Đặc nhiệm 38 vào ngày 11 tháng 11, nó trúng phải một ngư lôi. Được lệnh quay về Nhật Bản để sửa chữa, nó bị tàu ngầm Skate phóng ngư lôi đánh chìm trên đường đi ở phía Bắc Truk vào ngày 16 tháng 2 năm 1943.
Noshiro (能代) được đưa ra hoạt động vào ngày 30 tháng 6 năm 1943, và đã tham gia các hoạt động tại quần đảo Solomon, và bị hư hại do cuộc không kích của máy bay từ tàu sân bay Mỹ xuống Rabaul vào ngày 5 tháng 11 năm 1943. Nó hoạt động tại quần đảo Mariana trong mùa Hè năm 1944, trong thành phần lực lượng của Đô đốc Kurita trong Trận chiến biển Philippine. Trong Trận chiến vịnh Leyte vào tháng 10 năm 1944, Noshiro ở về phía Tây Panay trong khi rút lui khỏi trận chiến ngoài khơi Samar sáng ngày 26 tháng 10 khi nó bị máy bay từ các tàu sân bay Wasp và Cowpens đánh chìm.
Yahagi (矢矧) được đưa ra hoạt động vào ngày 29 tháng 12 năm 1943, đã hoạt động tại quần đảo Mariana trong mùa Hè năm 1944, trong Trận chiến biển Philippine và trong Trận chiến vịnh Leyte. Sau khi Mỹ tấn công Okinawa vào ngày 1 tháng 4 năm 1945, Yahagi được lệnh tháp tùng Yamato trong chuyến đi tự sát chống lại hạm đội Mỹ ngoài khơi Okinawa. Yahagi bị trúng khoảng 7 ngư lôi và 12 bom, và bị chìm trưa ngày 7 tháng 4 năm 1945.
Sakawa (酒匂) chỉ được hoàn tất vào cuối năm 1944, khi nhiên liệu bắt đầu thiếu hụt. Nó hầu như không tham gia hoạt động tác chiến nào, và đã sống sót qua cuộc chiến. Sau chiến tranh Sakawa được dùng vào việc thử nghiệm bom nguyên tử tại đảo san hô Bikini vào năm 1946.

## Những chiếc trong lớp
| Tàu            | Đặt lườn             | Hạ thủy              | Hoạt động            | Số phận                                                                                |
| Agano (阿賀野) | 18 tháng 6 năm 1940  | 22 tháng 10 năm 1941 | 31 tháng 10 năm 1942 | Bị tàu ngầm Mỹ USS Skate đánh chìm ngày 15 tháng 2 năm 1944 phía Bắc Truk              |
| Noshiro (能代) | 4 tháng 9 năm 1941   | 19 tháng 7 năm 1942  | 30 tháng 6 năm 1943  | Bị máy bay Mỹ đánh chìm ngày 26 tháng 10 năm 1944 phía Nam Mindoro                     |
| Yahagi (矢矧)  | 11 tháng 11 năm 1941 | 25 tháng 10 năm 1942 | 29 tháng 12 năm 1943 | Bị máy bay Mỹ đánh chìm ngày 7 tháng 4 năm 1945 phía Nam Kyūshū                        |
| Sakawa (酒匂)  | 21 tháng 11 năm 1942 | 9 tháng 4 năm 1944   | 30 tháng 11 năm 1944 | Bị đánh chìm ngày 2 tháng 7 năm 1946 để thử nghiệm bom nguyên tử tại đảo san hô Bikini |